# Echinargus continentalis
Echinargus continentalis är en fjärilsart som beskrevs av Clench 1965. Echinargus continentalis ingår i släktet Echinargus och familjen juvelvingar. Inga underarter finns listade i Catalogue of Life.